# Everdrup Kirke
Everdrup Kirke ligger i landsbyen Everdrup ca. 13 km Ø for Næstved (Region Sjælland). Indtil Kommunalreformen i 2007 lå den i Fladså Kommune (Storstrøms Amt), og indtil Kommunalreformen i 1970 lå den i Bårse Herred (Præstø Amt).
Skibets østlige del og koret stammer fra en romansk kirke opført af rå kamp iblandet kridtsten og faksekalk. Af oprindelige detaljer er kun bevaret et sydvindue i skibets murværk. Koret blev ombygget i løbet af 1300-tallet, samtidig blev skibet forlænget mod vest. Sakristi, våbenhus og tårn stammer ligeledes fra ombygningen i gotisk tid, tårnets overdel blev dog helt ombygget i renæssancen, da der i 1637 blev opført et kapel mod nord, kapellet fungerede som gravkapel for ejerne til Bækkeskov frem til 1793. Sakristiet har femtakket gavl med savskifte under tre små cirkelblændinger, hvori man har fundet kalkmalede karvsnitstjerner, den kalkmalede udsmykning er dog atter overkalket. Korets taggavl blev ommuret i 1923. Kirken overgik til kronen efter reformationen, Christian III solgte kirken til ejeren af Bækkeskov gods, der ejede kirken frem til 1916, da den overgik til selveje.
Korbuen er blevet omdannet i gotisk tid i forbindelse med ombygningen. Kirken har fået indbygget krydshvælv i flere omgange, tårnrummet har krydshvælv med Y-formede ribber. Man har fundet svage rester af romanske kalkmalerier og stukglorier over hvælvene. Alterbordet dækkes af et panel fra o.1600, altertavlen fra 1633 er formodentlig et ungdomsarbejde af Abel Schrøder den Yngre, i storfeltet ses et maleri af Anton Dorph fra 1877. Over korbuen hænger et krucifiks af Abel Schrøder fra o.1635. I nordkapellet ses et krucifiks fra o.1475. Prædikestolen er et snitværk af Abel Schrøder fra o.1635, på lydhimlen ses våben for Urne og Grubbe, i storfelter er indsat skårne figurer af evangelisterne og apostle efter Thorvaldsens figurer i Københavns Domkirke.
Altertæppet og knæfaldet er tegnet af Ulrik Røssing og vævet af hans kone Mette Lise Røssing i 1990. I skibet hænger et relief udført af kunstneren Otto Bülow, der blev myrdet af tyskerne i 1944, værket er skænket af datteren til Gerda Jochimsen, hvis første mand var Otto Bülow og som senere bosatte sig i Everdrup med sin anden mand.
I nordkapellet er opsat et epitafium over Knud Ahasverus Becher til Bækkeskov, som i 1738 blev myrdet af sine bønder, da han til hest angreb dem med stor brutalitet, 11 af bønderne blev henrettet, resten blev lagt i jern på fæstningen, epitafiet nævner dog intet om denne historie. I tårnrummet ses en gravsten over Elline Galde og hendes moder Vibeke Beck til Bækkeskov.
Døbefontens granitkumme stammer fra romansk tid, den stod i parken ved Bækkeskov frem til 1896, da man besluttede at stille fonten tilbage i kirken, foden af granit er udført af Gunnar Møller Hansen i 1980. På kummen ses bægerbladslignende bukler, mellem bladene ses fire menneskehoveder, over bladene ses to løver, en basilisk og Korslammet samt karvsnitsstjerner.

## Eksterne kilder og henvisninger
- Wikimedia Commons har flere filer relateret til Everdrup Kirke
- Everdrup Kirke Arkiveret 4. marts 2016 hos  Wayback Machine på gravstenogepitafier.dk
- Everdrup Kirke Arkiveret 31. januar 2011 hos  Wayback Machine på nordenskirker.dk
- Everdrup Kirke Arkiveret 19. september 2015 hos  Wayback Machine på KortTilKirken.dk
- Everdrup Kirke Arkiveret 18. oktober 2014 hos  Wayback Machine i bogværket Danmarks Kirker (udg. af Nationalmuseet)